# Kazo
Pour les articles ayant des titres homophones, voir Cazaux et Cazeaux.
Kazo (加須市, Kazo-shi) est une ville située dans la préfecture de Saitama, au Japon.

## Géographie

### Situation
Kazo est située dans le nord-est de la préfecture de Saitama, bordée par les préfectures de Gunma, de Tochigi et d'Ibaraki, le long de la plaine alluviale de la rivière Watarase et du fleuve Tone.

### Municipalités limitrophes
| Hanyū  | Itakura | Tochigi |
| Gyōda  | Kazo    | Koga    |
| Kōnosu | Kuki    | Kuki    |

### Démographie
En avril 2010, la population de Kazo s'élevait à 117 471 habitants, répartis sur une superficie de 133,47 km2. En 2004, elle était de 68 165 habitants pour une superficie de 59,40 km2.

### Climat
Kazo a un climat subtropical humide caractérisé par des étés chauds et des hivers frais avec des chutes de neige légères ou inexistantes. La température moyenne annuelle est de 14,6 °C. La pluviométrie annuelle moyenne est de 1 318 mm, septembre étant le mois le plus humide.

## Histoire
Kazo a été fondée le 3 mai 1954. Le 23 mars 2010, les bourgs de Kisai, Ōtone et Kitakawabe (tous trois de la préfecture de Saitama) ont été fusionnés au sein de Kazo.

## Transports
Kazo est desservie par les routes nationales 122 et 125.
La ville est desservie par les lignes Isesaki et Nikkō de la compagnie Tōbu.

## Symboles municipaux
L'arbre symbole de Kazo est le Ginkgo biloba et sa fleur symbole le Rhododendron indicum.
Le Gokabō est un dessert emblématique de la ville.

## Personnalités liées à la municipalité
- Misako Rocks!